# Longbridge Deverill
Pour les articles homonymes, voir Deverill.
Longbridge Deverill est une paroisse civile et un village du Wiltshire, en Angleterre.